# Arbeitsgericht Lauban
Das Arbeitsgericht Lauban war ein Gericht der Arbeitsgerichtsbarkeit mit Sitz in Lauban.

## Geschichte
Gemäß Arbeitsgerichtsgesetz vom 23. Dezember 1926 wurden in Deutschland Arbeitsgerichte gebildet. Diese waren nur in der ersten Instanz organisatorisch selbstständige Gerichte, die Landesarbeitsgerichte waren den Landgerichten zugeordnet. Am Landgericht Görlitz entstand so 1927 das Landesarbeitsgericht Görlitz als eines von drei Landesarbeitsgerichten im Bezirk des Oberlandesgerichtes Breslau. In Lauban entstand das Arbeitsgericht Lauban. Sein Sprengel umfasste den Bezirk der Amtsgerichte Friedeberg, Greiffenberg, Lauban und Marklissa. Es bestand je eine Kammer für Arbeiter, für Angestellte und für Handwerk.
Nach der Besetzung Deutschlands durch die Alliierten wurden 1945 die Deutschen vertrieben und die Geschichte des Arbeitsgerichts Lauban endete.